# Sandro Lodolo
Sandro Lodolo (Udine, 8 dicembre 1929 – Roma, 8 settembre 2009) è stato un regista, sceneggiatore e autore televisivo italiano attivo principalmente nell'ideazione di titoli di testa e sigle televisive.
È stato l'ideatore di sigle delle prime trasmissioni della televisione pubblica. La più famosa è stata sicuramente quella di testa e di coda del Rischiatutto, storico programma Rai condotto da Mike Bongiorno. Ha lavorato in RAI per trenta anni e ha curato la sigla di numerosi caroselli, la sigla di TV7 e quella della storica diretta dell'atterraggio del primo uomo sulla Luna nel 1969.
Era lo zio dell'attore e doppiatore Massimo Lodolo.

## Biografia
Ancora bambino, si trasferì con la famiglia da Udine a Roma. Nonostante i genitori non comprendessero la sua passione per il disegno e una evidente attitudine alla creatività, sperando di vederlo impiegato in una qualsiasi attività lavorativa, Sandro Lodolo cercò ugualmente di lavorare nel settore creativo e nel 1952 frequentò il corso di cartellonista al (C.I.A.C.). Nel 1953, diplomatosi grafico pubblicitario, insegnò lui stesso tecnica di animazione nel medesimo Istituto. Nel 1955 realizzò alcune sequenze animate per un film musicale di Xavier Cugat ed entrò come collaboratore ai servizi giornalistici televisivi della RAI per la quale progettò e realizzò anche degli inserti animati per Canzonissima di Garinei e Giovannini.
Tre anni più tardi lasciò la RAI e aprì uno studio pubblicitario in società con un ex compagno del (C.I.A.C.), Ermanno Biamonte. Nello stesso anno conobbe Pino Pascali che collaborerà con lui per dieci anni. Nel 1958-1959 realizza, con la collaborazione di Pino Pascali, alcuni spot per Fleurop, Amadis, Abiti Monti, Autoservizi Maggiore, Conserve Baratta e Ferrovie dello Stato. Nel 1960 fondò, in società con Massimo Saraceni, la Massimo Saraceni Cinematografica (M.S.C.). Sempre avvalendosi della collaborazione di Pino Pascali, realizzò spot pubblicitari, dal vero e in animazione, per Algida, Marga, FF.SS., Squibb, Caffè Mauro, Caffè Camerino, Ariston, Fleurop, Maggiora, Cirio, Amadis, RAI TV, Sacis, Steel USA, Conserve Arlecchino e Argo Elettrodomestici. Nel 1965 lascia la M.S.C. e fonda la Lodolofilm.
In oltre trent'anni di attività realizzerà innumerevoli sigle televisive. Fra le più note, Sapere, TV7, Incontri, Spazio, Boomerang, Faccia a Faccia, Dossier, Rischiatutto, Prima visione, Break, Tante scuse, Colazione allo studio 7, L'approdo, Domenica in…, Flash , TG1 e Fantafestival. Nel 1984 realizza un videoclip con Patty Pravo, per la canzone Occulte Persuasioni, utilizzato come sigla di coda del programma Giallo Sera. Ha prodotto e realizzato centinaia di caroselli e spot televisivi fra cui Algida, Marga, Strega Alberti, Radiotelefortuna, Petrini, Dieterba, Curcio Editore, Totocalcio, Enalotto, Alco, Toseroni, Arena, Fiorucci, Barilla, Wilkinson, Unedi, Ariston, Spigadoro, Fleurop, Ministero della Sanità (campagna donazione organi) e Cassa di Risparmio di Roma. E documentari e film industriali per Enel, Fiat, CNEN, IRI, Esso, Marina Militare, Regione Sardegna, Regione Abruzzo e Dipartimento Scuola Educazione RAI TV. Ha realizzato le sigle di testa per i film Top Crack, Le Fate, Io tigro, tu tigri, egli tigra, Il colonnello Buttiglione diventa generale, Vogliamo i colonnelli e Il rompiballe, nonché per la serie televisiva Stasera Fernandel nella riedizione del 1977 intitolata Fernando Fernandel.
Nel 1991 realizza un film sperimentale in animazione dal titolo Pianeta Acqua e l'anno successivo, in occasione del 500º anniversario della scoperta dell'America, scrive e produce il film La grande scoperta, realizzato in animazione con la tecnica del passo-uno. Nella sua lunga attività professionale ha ottenuto numerosi premi nazionali e internazionali (Venezia, Trieste, Cannes, Roma, Boario) e il prestigioso International Broadcasting Award (premio per il miglior spot del mondo) a Hollywood nel 1984 con il film per la Cassa di Risparmio di Roma. Nel 1992 vince il 1º Premio per miglior film d'animazione al Festival Internazionale di Losanna con il documentario per l'Enel. Nel 1995, al Festival della Confindustria di Roma, vince il 1º Premio con il film didattico dell'Agip Petro, Gas e Fantasia. Nel giugno dello stesso anno, con lo stesso film, vince anche il 1º Premio assoluto al Festival Internazionale di Biarritz. Come esperto conoscitore dei disegni di Pino Pascali, con cui aveva collaborato dieci anni, ha valorizzato e promosso la conoscenza dell'attività pubblicitaria dello scultore organizzando mostre in Italia e all'estero.
È scomparso dopo una breve malattia l'8 settembre 2009, lo stesso giorno in cui è morto Mike Bongiorno.

## Autore televisivo animazione delle sigle
- Sapere
- TV7
- Incontri
- Dossier
- Rischiatutto
- Prima visione
- Break
- Tante scuse
- Tanto piacere

## Regista

### Serie animate
- Tex Willer:El Muerto, (1977-1981)

### Cortometraggi
- I Posteros, 1968
- Petro, Gas e Fantasia, 1994, co-regia con Gianni Martucci

### Pubblicità
- Confetture Cirio, 1966

## Sceneggiatore
- Vogliamo i colonnelli, regia di Mario Monicelli, (1973)

## Sigle cinematografiche
- Io tigro, tu tigri, egli tigra, regia di Renato Pozzetto e Giorgio Capitani